# Jeux méditerranéens de 2018
Navigation
Mersin 2013 Oran 2022
Les Jeux méditerranéens de 2018 sont la 18e édition de la compétition multisports du bassin méditerranéen. Ils ont lieu à Tarragone, en Catalogne (Espagne). Devant initialement se dérouler à l'été 2017, ils ont lieu finalement du 22 juin au 1er juillet 2018.

## Désignation du pays organisateur
Tarragone se voit attribuer l'organisation des Jeux méditerranéens de 2017 à l'issue de l'assemblée générale du Comité international des Jeux méditerranéens tenue le 15 octobre 2011. La ville espagnole obtient 36 voix contre 34 pour la ville égyptienne d'Alexandrie. Tripoli (Libye) et Rijeka (Croatie) étaient également candidates.

## Report à 2018
En novembre 2016, les organisateurs annoncent le report d'un an de ces Jeux, à cause de difficultés de financement. Selon la municipalité de Tarragone, ces difficultés sont notamment imputables aux dix mois de paralysie politique en Espagne. Les compétitions doivent se dérouler du 22 juin au 1er juillet 2018, soit en pleine période de coupe du monde de football en Russie,.

## Sites
Le Nou Estadi de Tarragone accueille certaines compétitions.

## Nations participantes
| - Albanie - Algérie - Andorre - Bosnie-Herzégovine - Croatie - Chypre - Égypte - Espagne - France | - Grèce - Italie - Kosovo - Liban - Libye - Malte - Maroc - Monaco - Monténégro | - Portugal - Saint-Marin - Serbie - Slovénie - Syrie - Macédoine du Nord - Tunisie - Turquie |

## Sports
Le triathlon est le seul nouveau sport ajouté au programme des Jeux méditerranéens. L'équitation et le golf reviennent après avoir été absent à Mersin. Les épreuves handisports concernent la natation et l'athlétisme. Le tournoi de basketball a lieu avec le format 3x3. La boxe et le football ne contiennent que des épreuves masculines, tandis que la gymnastique rythmique est réservée aux femmes.
| - Athlétisme - Athlétisme - Athlétisme handisport - Aviron - Badminton - Basket-ball (3×3) - Beach-volley - Boules - Boxe - Canoë-kayak - Cyclisme - Équitation - Escrime - Football - Golf - Gymnastique - Gymnastique artistique - Gymnastique rythmique | - Haltérophilie - Handball - Judo - Karaté - Lutte - Ski nautique - Sport d'eau - Natation - Natation handisport - Water polo - Taekwondo - Tennis - Tennis de table - Tir - Tir à l'arc - Triathlon - Voile - Volley-ball |

| ● | Cérémonie d'ouverture | ● | Compétitions | ● | Finales | ● | Cérémonie de clôture |

|                        | Juin/Juillet |        |        |        |        |        |        |        |        |       |
| Sport                  | 22 Ven       | 23 Sam | 24 Dim | 25 Lun | 26 Mar | 27 Mer | 28 Jeu | 29 Ven | 30 Sam | 1 Dim |
| Cérémonies             | ●            |        |        |        |        |        |        |        |        | ●     |
| Tir à l'arc            | ●            | ●      | 4      |        |        |        |        |        |        |       |
| Gymnastique artistique |              | ●      | 2      | 2      | 10     |        |        |        |        |       |
| Athlétisme             |              |        |        |        |        | 5      | 7      | 11     | 12     |       |
| Badminton              |              | ●      | ●      | 2      | 2      |        |        |        |        |       |
| Basket-ball            |              |        |        |        |        | ●      | ●      | 2      |        |       |
| Beach-volley           |              |        |        |        |        |        | ●      | ●      | 2      |       |
| Boules                 |              |        |        |        |        |        | ●      | 6      | 6      |       |
| Boxe                   |              |        |        | ●      | ●      | ●      | ●      | ●      | 9      |       |
| Canoë-kayak            |              | ●      | 5      |        |        |        |        |        |        |       |
| Cyclisme               |              |        |        |        |        | 2      |        |        | 2      |       |
| Équitation             |              |        |        |        |        | 1      |        | 1      |        |       |
| Escrime                |              |        | 2      | 2      |        |        |        |        |        |       |
| Football               | ●            |        | ●      |        | ●      |        | ●      | ●      | 1      |       |
| Golf                   |              |        |        | ●      | ●      | ●      | 4      |        |        |       |
| Handball               |              | ●      | ●      | ●      | ●      | ●      | ●      | ●      | 1      | 1     |
| Judo                   |              |        |        |        |        | 5      | 5      | 4      |        |       |
| Karaté                 |              | 7      | 3      |        |        |        |        |        |        |       |
| Gymnastique rythmique  |              |        |        |        |        |        |        | ●      | 1      |       |
| Aviron                 |              |        |        |        |        |        | ●      | ●      | 6      |       |
| Voile                  |              | ●      | ●      | ●      | ●      | ●      | ●      | 4      |        |       |
| Tir                    |              | 2      | 4      |        |        |        |        |        |        |       |
| Natation               |              | 13     | 13     | 14     |        |        |        |        |        |       |
| Tennis de table        |              |        |        |        | ●      | ●      | 2      | ●      | 2      |       |
| Taekwondo              |              |        |        |        |        |        | 3      | 3      | 2      |       |
| Tennis                 |              |        |        |        | ●      | ●      | ●      | 2      | 2      |       |
| Triathlon              |              | 2      |        |        |        |        |        |        |        |       |
| Volley-ball (M-F)      | ●            | ●      | ●      | ●      | ●      | ●      | ●      | ●      | ●      | 2     |
| Water-polo             |              |        |        |        |        | ●      | ●      | ●      | 1      | 1     |
| Ski nautique           |              | ●      | 2      |        |        |        |        |        |        |       |
| Haltérophilie          |              | 4      | 6      | 4      | 6      | 4      |        |        |        |       |
| Lutte                  |              |        | ●      | 5      | 4      | 5      |        |        |        |       |

## Tableau des médailles
*  Pays organisateur 
| Rang | Nation             | Or  | Argent | Bronze | Total |
| ---- | ------------------ | --- | ------ | ------ | ----- |
| 1    | Italie             | 56  | 56     | 44     | 156   |
| 2    | Espagne            | 38  | 40     | 44     | 122   |
| 3    | Turquie            | 31  | 25     | 39     | 95    |
| 4    | France             | 28  | 31     | 40     | 99    |
| 5    | Égypte             | 18  | 11     | 16     | 45    |
| 6    | Grèce              | 12  | 14     | 22     | 48    |
| 7    | Serbie             | 12  | 11     | 9      | 32    |
| 8    | Maroc              | 10  | 7      | 7      | 24    |
| 9    | Croatie            | 9   | 5      | 3      | 17    |
| 10   | Tunisie            | 6   | 13     | 13     | 32    |
| 11   | Slovénie           | 4   | 9      | 23     | 36    |
| 12   | Chypre             | 4   | 2      | 2      | 8     |
| 13   | Portugal           | 3   | 8      | 13     | 24    |
| 14   | Kosovo             | 3   | 1      | 0      | 4     |
| 15   | Algérie            | 2   | 4      | 7      | 13    |
| 16   | Syrie              | 2   | 2      | 3      | 7     |
| 17   | Macédoine          | 2   | 1      | 3      | 6     |
| 18   | Saint-Marin        | 2   | 0      | 0      | 2     |
| 19   | Bosnie-Herzégovine | 1   | 1      | 3      | 5     |
| 20   | Albanie            | 1   | 1      | 0      | 2     |
| 21   | Monaco             | 0   | 2      | 0      | 2     |
| 22   | Monténégro         | 0   | 1      | 2      | 3     |
| 23   | Liban              | 0   | 1      | 0      | 1     |
| 24   | Malte              | 0   | 0      | 1      | 1     |
|      | Total              | 244 | 246    | 294    | 784   |

Seules Andorre et la Libye n'ont obtenu aucune médaille (sur 26 pays participants).
Source : Site officiel